# Pyrgomorpha tricarinata
Pyrgomorpha tricarinata is een rechtvleugelig insect uit de familie Pyrgomorphidae. De wetenschappelijke naam van deze soort is voor het eerst geldig gepubliceerd in 1884 door Ignacio Bolívar.